# Automotrice DB VT 95
L'automotrice VT 95 della Deutsche Bundesbahn era un rotabile a due assi e trazione diesel, progettato per l'utilizzo su linee a scarso traffico. Era parte della serie di autobus su rotaia (Schienenbus) progettati dalla Waggonfabrik Uerdingen.
Entrati in servizio in centinaia di esemplari dal 1950 al 1958, consentirono di sostituire la trazione a vapore su molte linee a scarso traffico, consentendone un esercizio più economico.
Le automotrici VT 95 avevano un solo motore; fu costruita anche una versione a due motori (VT 98) e una a cremagliera (VT 97).
Nel 1968, con l'introduzione di un nuovo sistema di numerazione, le VT 95 furono riclassificate nel gruppo 795.
Le automotrici furono ritirate dal servizio negli anni ottanta, sostituite dalle più moderne 628.